# NGC 1104
NGC 1104 ist eine linsenförmige Galaxie vom Hubble-Typ SB0/a im Sternbild Walfisch südlich der Ekliptik. Sie ist schätzungsweise 291 Millionen Lichtjahre von der Milchstraße entfernt und hat einen Durchmesser von etwa 100.000 Lichtjahren.
Im selben Himmelsareal befinden sich u. a. die Galaxien NGC 1094, IC 263, IC 264, IC 1856.
Das Objekt wurde am 6. November 1864 von dem deutsch-dänischen Astronomen Heinrich d’Arrest entdeckt.